# Чемпионат Европы Формулы-3
Чемпионат Европы Формулы-3 — соревнование машин класса Формула-3, проводимое на различных трассах Европы с 1976 по 1984 и с 2012 по 2018 годы.

## Общая информация
Всеевропейское первенство на машинах класса Формула-3 основано в 1966 году как многоэтапное соревнование между странами, получив название Европейский кубок наций Формулы-3. В 1975 году был несколько пересмотрен регламент класса, а приз был преобразован в личное первенство, а спустя год серия сменила название на чемпионат Европы.
В 1985 году, параллельно с общим пересмотром иерархии второстепенных серий на машинах с открытыми колёсами в регионе, чемпионат был преобразован в одноэтапное соревнование, которому вернули название Еврокубок. В данном виде приз продержался до 1991 года, ротируя место своего проведения, когда он был окончательно упразднён в угоду национальным сериям.
В 1999 году к идее европейского кубка вернулись, когда подобный статус на постоянной основе получило соревнование французской Формулы-3 на уличной трассе в По. В 2003 году французская и немецкая автомобильные федерации договорились об объединении своих чемпионатов в возрождённое европейское первенство, а гонка в По вошла в его календарь на правах рядового этапа. Новый проект получил название Евросерии. Данное первенство просуществовало десяток лет, удачно вписавшись в структуру младших формульных серий в регионе, но постепенно утратило свои позиции в конкуренции с Еврокубком Формулы-Рено 2.0 и GP3.
В 2012 году, при содействии тогдашнего президента FIA Жана Тодта данный класс гонок стал перерождаться: сначала была сделана попытка запустить единый международный трофей, объединив в нём самые престижный гонки на машинах Формулы-3. Данный формат не прижился и со следующего сезона международная федерация воссоздала чемпионат Европы, объединившись с организаторами евросерии, которая после года совместного существования была упразднена. Большинство гонок единой серии, как и прежде проводилось в совместные уик-энды с кузовным первенством DTM, а ещё несколько этапов стали гонками поддержки у WTCC, FIA WEC и SuperStars Series.

### Спортивный регламент
Чтобы максимально наполнить стартовое поле потенциальным командами прописали весьма мягкие требования к числу заявленных на один этап машин: любая организация имело право выставить от одного до четырёх автомобилей. Призёры личного зачёта получали возможность принять участие в тестах на машинах Формулы-2 и DTM, а чемпион мог провести пару тестовых дней за рулём Ferrari F1.
Уик-энд этапа состоял из трёх дней: в пятницу проводилась двухчасовая тренировка и две двадцатиминутные квалификации (в первой определялись стартовые позиции двух гонок в субботу, а во второй — единственной гонки в воскресенье), в субботу и воскресенье проводились три гонки, каждая из которых имела дистанцию около ста километров и могла продолжаться не более 35 минут. Стартовые позиции в первой гонке в субботу определялись по первому лучшему кругу в первой квалификации, во второй в субботу — по второму лучшему кругу в первой квалификации, в воскресной — по лучшему кругу во второй квалификации.

### Очковая система
В серии использовалась стандартная для чемпионатов FIA того времени система поощрения. Очки присуждались десятке лучших пилотов в каждой гонке в рамках чемпионата.
- Детальная схема присуждения очков такова:

|       | 1  | 2  | 3  | 4  | 5  | 6 | 7 | 8 | 9 | 10 |
| ----- | -- | -- | -- | -- | -- | - | - | - | - | -- |
| Гонка | 25 | 18 | 15 | 12 | 10 | 8 | 6 | 4 | 2 | 1  |

- Пилоты в гостевом зачёте не получали очков в личный зачёт серии. Если итоговая дистанция гонки оказалась короче 3/4 изначально запланированной, то пилотам присуждается лишь половина очков.

## Чемпионы серии
| Сезон | Личный зачёт       | Личный зачёт            |
| Сезон | Пилот              | Команда                 |
| ----- | ------------------ | ----------------------- |
| 1976  | Риккардо Патрезе   | Trivellato Racing       |
| 1977  | Пьеркарло Гиндзани | AFMP Euroracing         |
| 1978  | Ян Ламмерс         | Racing Team Holland     |
| 1979  | Ален Прост         | Oreca                   |
| 1980  | Микеле Альборето   | Euroracing              |
| 1981  | Мауро Бальди       | Euroracing              |
| 1982  | Оскар Ларраури     | Euroracing              |
| 1983  | Пьерлуиджи Мартини | Pavesi Racing           |
| 1984  | Иван Капелли       | Enzo Coloni Racing      |
| 2012  | Даниэль Хункаделья | награда не присуждалась |
| 2013  | Раффаэле Марчелло  | Prema Powerteam         |
| 2014  | Эстебан Окон       | Prema Powerteam         |
| 2015  | Феликс Розенквист  | Prema Powerteam         |
| 2016  | Лэнс Стролл        | Prema Powerteam         |
| 2017  | Ландо Норрис       | Prema Powerteam         |
| 2018  | Мик Шумахер        | Prema Powerteam         |

## См.также
- Чемпионат Европы Формулы-2

### Комментарии
1. ↑  Ещё один пилот выступал как приглашённый, его достижения не шли в зачёт.